# Noches con Platanito
Noches con Platanito fue un talk show estadounidense emitido por la cadena Estrella TV.

## Historia
El programa fue conducido por el comediante mexicano Sergio Verduzco, más conocido como Platanito, acompañado del actor David Villalpando. El programa, que empezó a emitirse el 21 de enero de 2013, presentó regularmente invitados de la farándula internacional, sketches, presentaciones musicales y chistes subidos de tono, por lo que se emite en horario nocturno. En Noches con Platanito han sido entrevistadas celebridades como Patricia Manterola, Los Cuates de Sinaloa, Ana Lucía Domínguez, Damián Alcázar, Latin Lover, Lokillo, Travis Van Winkle, Lianna Grethel, Fabiola Campomanes y Luis Fonsi, entre muchas otras.
En agosto de 2018 fue anunciada una nueva temporada del talk show.
Se emitió por última vez el 27 de enero de 2020 para dar inicio a Nos cayó la noche con Álex Montiel.